# Presicce

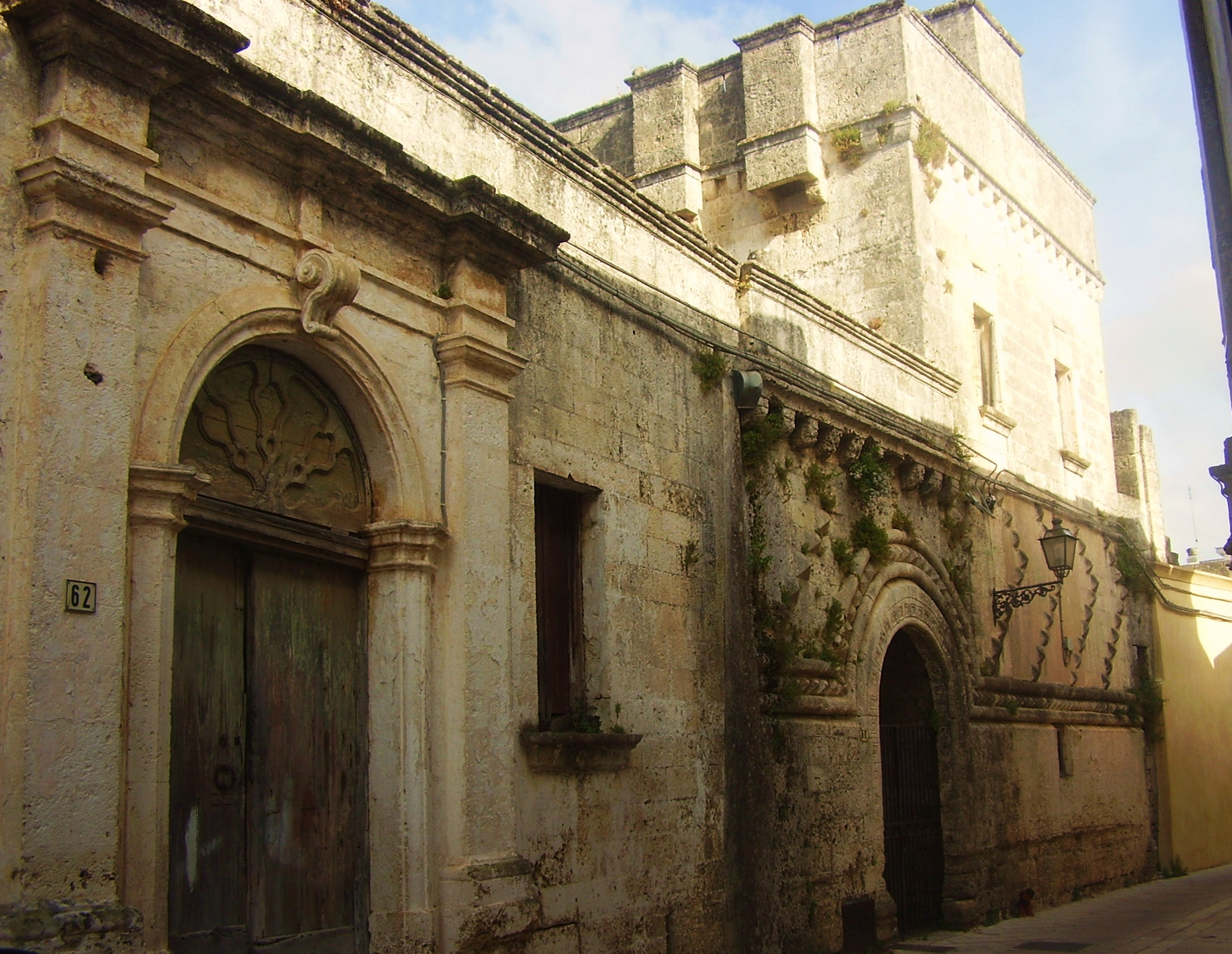

Presicce war bis zum 14. Mai 2019 eine italienische Gemeinde in der Provinz Lecce in Apulien und ist Mitglied der Vereinigung I borghi più belli d’Italia (Die schönsten Orte Italiens). Heute ist Presicce ein Ortsteil von Presicce-Acquarica.

## Geografie
Presicce hat 5285 Einwohner (Stand 31. Dezember 2017) und liegt etwa 50 km südlich der Stadt Lecce am südwestlichen Ende des „Stiefelsporns“ von Italien. Der Ortskern liegt circa 5 km von der Küste des Golfo di Taranto entfernt im Landesinneren. Die Nachbargemeinden sind Alessano, Salve, Specchia und Ugento.

## Verkehr
Der Bahnhof Presicce-Acquarica liegt an der Bahnstrecke Novoli–Gagliano Leuca.